# Guy Janvier
Pour les articles homonymes, voir Janvier (homonymie).
 (avril 2024).
Guy Janvier, né le 17 juin 1948 à Parcé-sur-Sarthe et mort le 11 janvier 2024, à Issy-les-Moulineaux, est un homme politique français. Il est maire de Vanves de 1995 à 2001, et conseiller général des Hauts-de-Seine de 2004 à 2015.

## Formation
Guy Janvier est titulaire d'une licence ès Lettres obtenue en 1969, et est diplômé de l'Institut d'études politiques de Paris en 1973. Il est élève à l'École nationale d'administration, au titre du concours interne réservé aux fonctionnaires, au sein de la promotion Léonard de Vinci, de 1983 à 1985. À la fin de sa scolarité, il est admis dans le corps interministériel des administrateurs civils,.

## Mandats
- Président d'EAPN France
- Maire (PS) de Vanves entre juin 1995 et mars 2001
- Conseiller municipal de Vanves de 1989 à 2012
- Conseiller général des Hauts-de-Seine-canton de Vanves (2004-2015)

## Carrière professionnelle
- Ministère des Affaires sociales, de 1985 à 2016 :
Chargé de mission auprès du directeur général de l’action sociale de la mise en œuvre de la LOLF (loi organique relative à la loi de finances), transposition de la Directive Européenne sur les services d'intérêt général, réforme de l'État.

Octobre 2001 à octobre 2002 :
Délégué interministériel à l’économie sociale.
- Délégation interministérielle à la Famille, de septembre 1998 à septembre 2001 : 
Chargé de Mission sur les questions de la fonction parentale.

- Conseiller technique auprès de Martine Aubry, ministre de l’Emploi et de la Solidarité, de juin 1997 à septembre 1998 :
Chargé des dossiers familles et enfance.

- Ministère des Affaires sociales et de l'Emploi, d'octobre 1995 à juin 1997 :
Responsable de la cellule « Pôle insertion par l’activité économique. Emplois de proximité ou d’utilité sociale ».

- Commission européenne à Bruxelles, de septembre 1993 à septembre 1995 :
Expert national détaché, chargé au sein de la D.G.1 (Relations extérieures) des questions de drogue et de toxicomanie.

- Directeur de l’Observatoire national des drogues et des toxicomanies, de mars 1993 à septembre 1993

- Délégation générale à la lutte contre la drogue et la toxicomanie, d'août 1990 à mars 1993 :
Directeur de cabinet, chargé de la gestion de la délégation et de la coordination de l’ensemble des actions.

- Secrétariat d’État auprès du ministre de la Solidarité, de la Santé et de la Protection sociale, chargé de la famille, de juillet 1989 à août 1990 :
Conseiller technique, auprès d’Hélène Dorlhac, chargé des prestations familiales, du budget et des affaires européennes.

Il est président d'EAPN France depuis juin 2016 et membre du conseil scientifique de la Fédération nationale des écoles de parents et d'éducateurs (FNEPE).
Il est cofondateur du prix de la Citoyenneté au Festival international du film de Cannes, créé par l'association Clap citizens Cannes en 2018.

## Publications
- Itinéraire d'un élu socialiste en Sarkozie (2012), Éditions L'Harmattan.